# Marcel Reby
 (mai 2025).
Motif : Où sont les sources secondaires, centrées sur Marcel Reby et indépendantes qui montrent que les critères d'admissibilité sont atteints ?
- Archive Wikiwix
- Bing
- Cairn
- DuckDuckGo
- E. Universalis
- Gallica
- Google
- G. Books
- G. News
- G. Scholar
- Persée
- Qwant
- (zh) Baidu
- (ru) Yandex
- (wd) trouver des œuvres sur Wikidata

| 1. | Préciser le motif de la pose du bandeau. | Précisez le motif de la pose du bandeau en utilisant la syntaxe suivante : {{admissibilité à vérifier\|date=juillet 2025\|motif=remplacez ce texte par le motif}}                |
| 2. | Informer les utilisateurs concernés.     | Pensez à avertir le créateur de l'article, par exemple, en insérant le code ci-dessous sur sa page de discussion : {{subst:avertissement admissibilité à vérifier\|Marcel Reby}} |

Marcel Reby, né à Limoges le 25 décembre 1890 et mort en 1975 à Neuilly-sur-Seine est un ingénieur et architecte français,.

## Biographie
En 1917, l'architecte Marcel Réby s'associe à Auguste Labussière. Après le décès de ce dernier en 1956, il s'associe à François Robic.
Il est fait chevalier de la Légion d'honneur le 8 janvier 1953 par décret du ministre de la Reconstruction Eugène Claudius-Petit.

## Principales réalisations

### Cabinet Labussière-Réby 1917-1956
- Groupe HBM "Victor-Hugo" à Puteaux, (1921-1923)[3].
- Groupe HBM "Cartault" à Puteaux (1922-1925)[1],[3].
- École d'apprentissage technique, rue Mars-et-Roty, Puteaux (1924)[3].
- Siège social de Péchiney à Paris (1926)[1].
- Crèche, garderie d'enfants et bâtiments pour les usines de la Compagnie de fabrication des Lampes électriques, 31,rue Camille-Desmoulin, Issy-les-Moulineaux (1926)[3].
- Central téléphonique à Angers (1928), 28 rue Florent-Cornilleau, Angers[4].
- Foyer dit "le Cercle féminin" (1929), 44-46 avenue du Maréchal-Foch, Conflans-Sainte-Honorine (Yvelines)[5].
- Groupe HBM "Berthelot" à Puteaux (1929-1932)[3].

- Immeuble de bureaux, central téléphonique dit station de relais amplificateurs de Cannes avec l'architecte (1930), 30-31 boulevard de la Source, Cannes[6].
- Siège social d'Alsthom à Paris (1932)[1].
- Pouponnière et école maternelle pour des usines Heudebert, 85, rue Henri-Barbusse, Nanterre (1933)[3].
- Ateliers pour les usines Dinin, rue de Chanzy, Nanterre (1942)[3].
- Siège social de la Compagnie générale Duralumin et du Cuivre à Paris (1953)[1].

### Réalisations de Marcel Reby
- Caisse d'allocations familiales de Paris avec Raymond Lopez (1955), 10-26 rue Viala, Paris,  Inscrit MH (1998)[7].
- Centre industriel de la Radiotechnique de Dreux (1958)  Labélisé ACR[1],[8],[9].
- Direction de la CAF, rue Viala, Paris[1].
- Siège social de Rhône-Poulenc avec l'architecte Raymond Lopez (1959), avenue Montaigne, Paris[1].

### Sources
- Architecture d'aujourd'hui, décembre 1934, n° 9, p. 65.